# Diego Haro
Diego Haro (sinh 18 tháng 12 năm 1982) là một trọng tài bóng đá người Peru Người đã từng là một trọng tài quốc tế đầy đủ cho FIFA từ 2013.
Anh từng là một trong những trọng tài của Giải vô địch bóng đá U-20 thế giới.